# Équipe de Biélorussie espoirs de football
Maillots
L'équipe de Biélorussie espoirs est une sélection de joueurs de moins de 21 ans au début des deux années de compétition placée sous la responsabilité de la Fédération de Biélorussie de football. Elle a participé à l'Euro espoirs 2004 et en 2009.
Les joueurs ne doivent pas être âgés de plus de 21 ans au début de la campagne de qualifications pour les championnats d'Europe de football espoirs. Des joueurs de 23 ans ayant participé aux qualifications peuvent donc participer à cette compétition.

## Parcours au Championnat d'Europe de football espoirs
- 1994 : Non qualifié
- 1996 : Non qualifié
- 1998 : Non qualifié
- 2000 : Non qualifié
- 2002 : Non qualifié
- 2004 : Phase de groupes
- 2006 : Non qualifié
- 2007 : Non qualifié
- 2009 : Phase de groupes
- 2011 :  Demi-finale
- 2013 : Non qualifié
- 2015 : Non qualifié
- 2017 : Non qualifié
- 2019 : Non qualifié
- 2021 : Non qualifié
- 2023 : Non qualifié